# Gaig blau de clatell verd
El gaig blau de clatell verd (Coracias caudatus) és una espècie d'ocell de la família dels coràcids (Coraciidae) que habita boscos, sabanes, terres de conreu i ciutats d'Àfrica oriental i Meridional, des d'Etiòpia, Somàlia, est de Kenya, Uganda i sud de la República Democràtica del Congo, cap al sud, fins al sud de Sud-àfrica.